# Kersten Meier
Kersten Meier (República Federal Alemana, 23 de febrero de 1954-3 de abril de 2001) fue un nadador alemán especializado en pruebas de estilo libre, donde consiguió ser subcampeón mundial en 1975 en los 4 x 100 metros estilo libre.

## Carrera deportiva
En el Campeonato Mundial de Natación de 1975 celebrado en Cali (Colombia), ganó la medalla de plata en los relevos de 4 x 100 metros estilo libre, con un tiempo de 3:29.55 segundos, tras Estados Unidos (oro con 3:24.85 segundos que fue récord del mundo) y por delante de Italia (bronce con 3:31.85 segundos).